# ぞうくんとりすちゃん
ぞうくんとりすちゃんは、藤子不二雄の藤本弘（のちの藤子・F・不二雄）による日本の幼年向き漫画、絵本。

## 概要
小学館の幼年雑誌『めばえ』で、1974年（昭和49年）5月号から翌年の3月号まで連載された。毎回、タイトルの下には「ぞうとりすにお子さまの好きな名前を付けて、順番に絵を見ながらお話ししてください」と保護者向けに説明が書かれていた。
登場人物のぞうくんとりすちゃんが仲良く遊ぶところを描いたもので、オールカラーで掲載された。読者の想像力を育むために、セリフは一切登場しない。

## あらすじ
ぞうくんとりすちゃんが家の中、または外で遊んでいる所が描かれていて、ストーリー的なものはあまりない。作中に動物しか登場しないことから、人間はおらず動物のみが暮らしている世界か、高度な知能を持った動物と人間が共存している世界であると考えられる。

## 登場人物

### 主要人物
ぞうくん
象の子ども。りすちゃんと仲良し。
りすちゃん
リスの子ども。ぞうくんと仲良し。

### その他の登場人物
ねずみ
名前は不明。「きりかぶなんだ？」に登場する。切り株の中に住んでいる。
カンガルー
名前は不明。「ぼうしがポチャン」と「でんしゃがとおるよ」、「おめんでびっくり」に登場する。「ぼうしがポチャン」では池に落ちたぞうくんの帽子を拾うのを助けていた。「でんしゃがとおるよ」と「おめんでびっくり」ではうさぎと一緒に登場した。
うさぎ
名前は不明。「でんしゃがとおるよ」と「おめんでびっくり」に登場する。作中ではいずれもカンガルーと一緒に登場した。

## 各話リスト
| 話数 | タイトル             | 掲載号       |
| ---- | -------------------- | ------------ |
| 1    | ボールであそぼう     | 1974年5月号  |
| 2    | ぼうしがポチャン     | 1974年6月号  |
| 3    | くるくるかざぐるま   | 1974年7月号  |
| 4    | きりかぶなんだ？     | 1974年8月号  |
| 5    | りすちゃんとんだ！   | 1974年9月号  |
| 6    | なかよしぶらんこ     | 1974年10月号 |
| 7    | ゆらゆらパラシュート | 1974年11月号 |
| 8    | でんしゃがとおるよ   | 1974年12月号 |
| 9    | いまなんじ？         | 1975年1月号  |
| 10   | ぞうくんおおきいね   | 1975年2月号  |
| 11   | おめんでびっくり     | 1975年3月号  |

## 書誌情報
- 『ぞうくんとりすちゃん』小学館、ISBN 978-409-727134-5
- 『藤子・F・不二雄大全集 モッコロくん』小学館、全1巻、ISBN 978-4-09-143450-0